# نادي تيكوس
تيكوس فوتبول كلوب (غالبا ما يشار إليها باسمها المستعار «تيكوس» ): نادي كرة قدم محترف مكسيكي تعود لجامعة أوتونوما دي غوادالاخارا لعب الفريق مبارياته على ملعبه الخاص ملعب تريس دي مارزو انشئ الملعب في 3 مارس 1935. ويتسع ل30015 مقعدا في سابوبان (خاليسكو)، غوادالاخارا.
كان يسمى سابقا نادي دي فوتبول يو أي جي، فاز ببطولة الدوري المكسيسكي مرة واحدة ويعتبر الفريق الوحيد في تاريخ كرة القدم المكسيكية الذي صعد من دوري الدرجة الثانية وحصل على بطولة الدوري الممتاز. وكان النادي الوصيف في الدوري المكسيكي لعام 2005، بعد خسارته امام كلوب أمريكا في المباراة الثانية 6-3.
في 14 أبريل 2012 هبط استوديانتس تيكوس إلى دوري الدرجة الثانية بعد حصولها على أقل نسبة من النقاط في السنوات الثلاث الأخيرة. 
فاز استوديانتس في دوري الدرجة الثانية 2014، لكنه فشل في الحصول على ترقية بسبب خسارته لمباراتين ضد ليون نيجروس. في 22 مايو عام 2014، رئيس جروبو باتشوكا، خيسوس مارتينيز باتينيو، أعلن أن استوديانتس تيكوس تغيير موقعها وأنتقل إلى زاكاتيكاس. في 28 مايو 2014 تم تأكيد هذه الخطوة، تغير اسم النادي إلى ماينيروز دي زاكاتيكاس، وحلت استوديانتس تيكوس.
بعد أن حلت، لا يزال لديها فريق في دوري الدرجة الثالثة في المكسيك، ولكن لم يسمح لهم الصعود إلى دوري الدرجة الثانية لأنها اعتبرت إحدى الشركات التابعة لماينيروز دي زاكاتيكاس.

## وصلات خارجية
- (بالإسبانية) Official Website